# Pavel Svoboda (politik, 1962)
Pavel Svoboda (* 9. dubna 1962 Praha) je právník, vysokoškolský pedagog a politik KDU-ČSL, jejímž členem je od roku 1990. V roce 2009 byl ministrem bez portfeje a předsedou Legislativní rady vlády České republiky. V letech 2014 až 2019 byl poslancem Evropského parlamentu a předsedou jeho právního výboru.

## Biografie
Po studiu na Gymnáziu Nad Štolou absolvoval Právnickou fakultu UK v Praze. Po studiích pracoval nejprve jako právník Ochranného svazu autorského a poté vedoucí autorskoprávního oddělení vydavatelství Supraphon. Od roku 1990 je členem KDU-ČSL. V roce 1993 byl přijat jako odborný asistent na katedru evropského práva PF UK. V letech 1996–1999 byl členem komise Ministerstva spravedlnosti pro rekodifikaci autorského práva.
Od roku 2001 je docentem pro obor evropské právo na Právnické fakultě Univerzity Karlovy. 1. července 2004 se stal náměstkem ministra zahraničních věcí. Od roku 2007 do ledna 2009 byl velvyslancem Stálé mise ČR při Radě Evropy ve Štrasburku. Ve stejném měsíci jej nominoval předseda vlády Mirek Topolánek na post ministra bez portfeje, předsedu Legislativní rady vlády. 23. ledna 2009 byl prezidentem republiky jmenován členem české vlády, ve funkci skončil spolu s celou vládou 8. května 2009.
Od května 2009 do června 2013 byl místopředsedou KDU-ČSL.

### Mandát v Evropském parlamentu (2014)
Na olomouckém sjezdu v červnu 2013 byl zvolen lídrem KDU-ČSL pro volby do Evropského parlamentu 2014; v této pozici vystřídal Zuzanu Roithovou. V květnu 2014 byl s počtem 21 746 preferenčních hlasů (tzn. 14,42 %) zvolen poslancem Evropského parlamentu. V něm byl zvolen předsedou právního výboru, čímž se stal v Evropském parlamentu nejvýše postaveným Čechem. V květnu 2016 ho významný magazín Politico uvedl mezi nevlivnějšímí členy EP . V lednu 2017 byl do funkce zvolen opětovně na druhou polovinu volebního období, což se dosud žádnému Čechovi nepodařilo.
Také pro volby do Evropského parlamentu v květnu 2019 byl zvolen lídrem kandidátky KDU-ČSL. Získal sice 21 821 preferenčních hlasů, ale přeskočili jej jeho straničtí kolegové Tomáš Zdechovský a Michaela Šojdrová. Jelikož KDU-ČSL získala jen 2 mandáty, tak jako europoslanec skončil.

### Velvyslanec ve Vatikánu
Od listopadu 2024 působí jako velvyslanec České republiky při Svatém stolci, Suverénním řádu maltézských rytířů a Republice San Marino. Své pověřovací listiny předal papeži Františkovi při soukromé audienci 16. prosince 2024.  

## Zajímavosti
Byl ředitelem a nyní je členem Společnosti pro duchovní hudbu.

## Publikační činnost

### Monografie české
- SVOBODA, Pavel. Právo vnějších vztahů Evropské unie. Praha: Linde, 1999, 250 s. ISBN 80-7201-192-8
- SVOBODA, Pavel. Vliv autorskoprávní teritoriality na vývoj evropského práva, PFUK 1997, 198 stran. Karolinum 2001, ISBN 80-246-0352-7 (brož.)
- SVOBODA, Pavel. Liberalizace obchodu zbožím v právu EU. Praha: C.H.Beck, 2003, 250 s. ISBN 80-7179-815-0
- SVOBODA, Pavel. Právo vnějších vztahů Evropské unie. Praha: Linde, 2007, 2.vydání, 250 s. ISBN 978-80-7201-653-2 (brož.)
- SVOBODA, Pavel. Právní problémy tzv. vnějších smluv Evropské unie. PF UK Praha 2009, 135 s. ISBN 978-80-87146-20-0 (brož.)
- SVOBODA, Pavel. Právo vnějších vztahů EU. Praha: C.H.Beck, 2010, 3.vydání, 220 s. ISBN 978-80-7400-352-3
- SVOBODA, Pavel. Vnější smlouvy EU po Lisabonské smlouvě a české právo. Acta Universitatis Carolinae Iuridica, 2010, c. 3. s. 33–50. ISSN 0323-0619.
- SVOBODA, Pavel. Postavení národních rad v polském ústavním systému – diplomová práce, PFUK 1984, 80 stran

### Monografie cizojazyčné
- SVOBODA, Pavel. L'association de la Tchécoslovaquie à la Communauté européenne, Université des sciences sociales, Toulouse, Francie 1992, 110 stran
- SVOBODA, Pavel. Vstup do evropejskovo prava, K.I.C. Kyjev 2006, 270 s. ISBN 966-7048-42-X (brož.)

### Učební texty
- SVOBODA, Pavel. Úvod do evropského práva. Praha: C.H.Beck, 2004, 236 s. ISBN 80-7179-857-6
- SVOBODA, Pavel. Úvod do evropského práva. Praha: C.H.Beck, Praha 2007, 2. vydání ISBN 978-80-7179-621-3
- SVOBODA, Pavel. Úvod do evropského práva. Praha: C.H.Beck, Praha 2010, 3. vydání ISBN 978-80-7400-313-4 (brož.)
- SVOBODA, Pavel. Úvod do evropského práva. Praha: C.H.Beck, Praha 2011, 4. vydání ISBN 978-80-7400-313-4 (brož.)
- Katedra evropského práva. Príklady z evropského práva, 2. prepracované vydání, Právnická fakulta UK, 2012. ISBN 978-80-87146-51-4 (spoluautor cca 20%)
- TICHÝ, Luboš a ARNOLD, Reiner a SVOBODA, Pavel et al. Evropské právo. Praha: C.H.Beck, (1.–) 3. vydání 2006, 910 s, spoluautor cca 20%, ISBN 80-7179-430-9
- TICHÝ, Luboš a ZEMÁNEK, Jirí a [KRÁL, Richard] a SVOBODA, Pavel. Dokumenty ke studiu evropského práva, 3. vydání. Praha: Linde, 2006, (spoluautor 30%, hlavní redaktor) ISBN 80-7201-573-7 (váz.)
- TICHÝ, Luboš a ZEMÁNEK, Jirí a [KRÁL, Richard] a SVOBODA, Pavel. Smlouva o Evropské unii – Smlouva o založení Evropského spolecenství. Praha: Victoria Publishing,1994, (překlad – spoluautor), ISBN 80-85865-02-5
- TICHÝ, Luboš a ZEMÁNEK, Jirí a [KRÁL, Richard] a SVOBODA, Pavel. Smlouva o Evropské unii – Smlouva o založení Evropského spolecenství. Praha: Karolinum, 1998, (překlad – spoluautor) ISBN 80-7184-701-1
- TICHÝ, Luboš a ZEMÁNEK, Jirí a [KRÁL, Richard] a SVOBODA, Pavel. Amsterdamská smlouva. Praha: Ústav mezinárodních vztahu, 1998, (překlad – spoluautor) ISBN 80-85864-48-7 (brož.)

### Neprávní publikace
- Svoboda P.: Zpěvy doby vánoční, Editio Supraphon-Bärenreiter Praha 1992 (největší sbírka 250 českých a moravských koled v historii) ISBN 80-7058-295-2
- Svoboda P.: Kánony duchovní – kánony světské, Triton Praha 2003 (dva díly největší české sbírky hudebních kánonů) ISBN 80-7254-452-7
- Svoboda P.: Zpěvy vánoční Evropy (Triton Praha 2007) ISBN 978-80-7387-054-6